# Джордж (река)
Вижте пояснителната страница за други значения на Джордж.
Джордж (на френски: Rivière George) е река в Източна Канада, най-североизточната част на провинции Квебек, вливаща се в югоизточната част на залива Унгава. Дължината ѝ е 565 км, която ѝ отрежда 52-ро място сред реките на Канада.

## Географска характеристика

### Извор, течение, устие
Река Джордж изтича от малкото езеро Дженайр (на 488 м н.в.), разположено в източната част на п-ов Лабрадор, на 175 км източно от миньорското градче Шефървил, на север от язовира Смолууд и се насочва на север. До вливането си в проточното езеро Индиан Хаус (дължина 60 км) реката преминава няколко десетки малки езера и изобилства от прагове и водопади. След като изтече от Индиан Хаус течението на реката е спокойно и продължава на север с лек уклон на запад. Влива се чред дълъг (70 км) естуар в югоизточната част на залива Унгава, на 18 км северозападно от малкото селище Кингиксуалджуак (874 души).

## Водосборен басейн, притоци
Водосборният басейн на реката е с площ от 41 700 км2, като на изток граничи с водосборните басейни на реките директно вливащи се в Атлантически океан и съвпада с административната граница между провинциите Квебек и Нюфаундленд и Лабрадор, а на запад — с водосборния басейн на река Бален.
Реката има два основни притока – Де Пас (ляв) и Форд (десен).

### Хидроложки показатели
Река Джордж е многоводна, като средногодишният ѝ отток е 940 m3/s, с пролетно-лятно пълноводие и зимно маловодие. Снежно-дъждовно подхранване. От ноември до края на април-началото на май реката замръзва.

## Етимология, откриване и изследване на реката
На инуктитут реката се нарича Kangirsualujjuap Kuunga (Река на големия залив), на езика на индианците наскапи – Mushian Shipu (Река без дървета), на езика на индианците ину – Metsheshu Shipu (Река на орлите).
Сегашното си название Джордж реката получава на 12 август 1811 г., когато двама мисионери от християнската доминация Моравски братя – Бенджамин Готлиб Кохълмайстър и Джордж Кмоч я наименуват в чест на английския крал Джордж III, който през 1769 г. предоставя на моравските братя земи на крайбрежието на п-ов Лабрадор за постоянно заселване.
През зимата на 1839-1840 г. „Компанията Хъдсън Бей“, търгуваща с ценни животински кожи основава търговско селище (фактория) Форт Триал на източния бряг на езерото Индиан Хаус, което през юни 1842 е изоставено. По това време езерото носи названието Ерландсон, по името на един от сътрудниците на Компанията, първи пресякъл североизточната част на полуострова от Хъдсъновия проток до Атлантическия океан.
През 1903 Леонидас Хабард, през 1905 г. Мина Хабард и Дилън Уолъс и през 1910 г. Хаскед Причард са първите изследователи на реката, които извършват и първото ѝ сравнително точно топографско заснемане и картиране.